# Gerald Edelman
Gerald Maurice Edelman (Nova York, EUA 1929 - La Jolla, Califòrnia EUA 2014) és un biòleg estatunidenc guardonat amb el Premi Nobel de Medicina o Fisiologia l'any 1972.

## Biografia
Va néixer l'1 de juliol de 1929 a la ciutat de Nova York. Després d'iniciar els estudis de química va passar a estudiar medicina a la Universitat de Pennsilvània de Filadèlfia, on es va graduar el 1954. Realitzà el seu doctorat l'any 1956 a l'Institut Rockefeller de Nova York, on va treballar d'ajudant mèdic fins al 1960.
Va morir el 17 de maig de 2014 a La Jolla, California.

## Recerca científica
Orientà la seva recerca vers el sistema immunitari, especialment investigà l'estructura de les immunoglobulines o anticossos. Així mateix va realitzar investigacions sobre la Teoria de la ment, realitzant estudis sobre el cervell, la memòria i la consciència dins una visió biològica general.
L'any 1972 fou guardonat amb el Premi Nobel de Medicina o Fisiologia «pel descobriment de l'estructura dels anticossos», premi compartit amb el britànic Rodney Robert Porter.